# Ellen Burstyn
Ellen Burstyn, nascuda Edna Rae Gillooly (Detroit, 7 de desembre de 1932), és una actriu estatunidenca.
Després d'una infantesa agitada, fa de model per a cobertes de llibres de butxaca a Texas. És durant una estada a Nova York que s'interessa per l'ofici d'actor i comença el 1957 al teatre a Broadway, amb Fair game. Durant els anys 1960, apareix en diverses sèries de televisió, com The Greatest Show on Earth, i fa el seu començament al cinema sota la direcció de Vincente Minnelli a Goodbye Charlie. L'èxit de L'última projecció li obre les portes del cinema. Alícia ja no viu aquí, de Martin Scorsese, li suposa l'Oscar a la millor actriu. Altres èxits inclouen Dying Young, L'altra cara del crim, Rèquiem per un somni o W, així com una pel·lícula de culte, L'exorcista. Ha rebut igualment, entre d'altres, a més a més del seu Oscar, un Globus d'Or a la millor actriu musical o còmica i un BAFTA a la millor actriu.

## Biografia
Als 14 anys, fa de cuinera en una cafeteria, després és ballarina en un grup d'acròbates. Després d'haver deixat l'institut, fa de model a Texas per a cobertes de llibres de butxaca i després de ballarina, però aquesta vegada en un night club de Mont-real. Es troba més tard a Nova York com a corista en un xou televisat. És llavors que descobreix el seu talent com a actriu. Fa el seu començament a Broadway el 1957 a l'obra teatral Fair Game, després de petits papers de sèries de televisió.
És el 1964 quan entra veritablement al món del cinema amb la pel·lícula Goodbye Charlie. Perfecciona la seva interpretació amb Lee Strasberg a l'Actors Studio. Des de 1971, els èxits se segueixen per a Ellen, que no ha parat de recollir nominacions als Oscars, i finalment se l'emporta el 1974 per la seva interpretació d'Alice a Alícia ja no viu aquí, de Martin Scorsese. El 1986 crea fins i tot la seva pròpia emissió de televisió: The Ellen Burstyn Show.
En algunes sèries, apareix sota el pseudònim d'Ellen McRae.

## Filmografia
| Any  | Pel·lícula                                                      | Paper                             | Notes |
| ---- | --------------------------------------------------------------- | --------------------------------- | --- |
| 1963 | L'espectacle més gran del món (The Greatest Show on Earth)      |                                   | TV |
| 1964 | Goodbye Charlie                                                 | Franzie Salzman                   | |
| 1964 | For Those Who Think Young                                       | Dr. Pauline Thayer                | |
| 1969 | The Virginian                                                   | Kate Burden (com Ellen MacRae)    | TV "Last Grave at Socorro Creek" Temporada 7, Episodi 16                                                                                |
| 1969 | The Winner                                                      | Ellen McLeod                      | |
| 1970 | Alex in Wonderland                                              | Beth Morrison                     | |
| 1970 | Tropic of Cancer                                                | Mona Miller                       | |
| 1971 | L'última projecció (The Last Picture Show)                      | Lois Farrow                       | Nominada − Oscar a la millor actriu secundària Nominada − Globus d'Or a la millor actriu secundària                                     |
| 1972 | The King of Marvin Gardens                                      | Sally                             | |
| 1973 | L'exorcista (The Exorcist)                                      | Chris MacNeil                     | Nominada − Oscar a la millor actriu Nominada − Globus d'Or a la millor actriu dramàtica                                                 |
| 1974 | Alícia ja no viu aquí (Alice Doesn't Live Here Anymore)         | Alice Hyatt                       | Oscar a la millor actriu BAFTA a la millor actriu Nominada − Globus d'Or a la millor actriu dramàtica                                   |
| 1974 | Harry and Tonto                                                 | Shirley Mallard                   | |
| 1974 | Thursday's Game                                                 | Lynne Evers                       | TV |
| 1977 | Providence                                                      | Sonia Lngham                      | |
| 1978 | A Dream of Passion                                              | Brenda                            | |
| 1978 | Same Time, Next Year                                            | Doris                             | Globus d'Or a la millor actriu musical o còmica Nominada − Oscar a la millor actriu                                                     |
| 1980 | Resurrection                                                    | Edna Mae McCauley                 | Nominada − Oscar a la millor actriu Nominada − Globus d'Or a la millor actriu dramàtica                                                 |
| 1981 | Silence of the North                                            | Olive Frederickson                | |
| 1981 | The People vs. Jean Harris                                      | Jean Harris                       | Nominada − Primetime Emmy a la millor actriu en minisèrie o telefilm Nominada − Globus d'Or a la millor actriu en minisèrie o telefilms |
| 1984 | The Ambassador                                                  | Alex Hacker                       | |
| 1984 | Terror in the Aisles                                            |                                   | |
| 1985 | Into Thin Air                                                   | Joan Walker                       | TV |
| 1985 | Twice in a Lifetime                                             | Kate MacKenzie                    | |
| 1986 | The Ellen Burstyn Show                                          | Ellen Brewer                      | TV |
| 1986 | Act of Vengeance                                                | Margaret Yablonski                | TV |
| 1986 | Something in Common                                             | Lynn Hollander                    | TV |
| 1987 | Look away                                                       | Mary Todd Lincoln                 | TV |
| 1987 | Pack of Lies                                                    | Barbara Jackson                   | Nominada − Primetime Emmy a la millor actriu en minisèrie o telefilm                                                                    |
| 1988 | Hannah's War                                                    | Katalin                           | |
| 1990 | When You Remember Me                                            | Infermera Cooder                  | TV |
| 1991 | Grand Isle                                                      | Mademoiselle Reisz                | |
| 1991 | Escollir un amor (Dying Young)                                  | Mrs. O'Neil                       | |
| 1991 | La senyora Lambert recorda l'amor (Mrs. Lambert Remembers Love) | Lillian "Lil" Lambert             | TV |
| 1992 | Taking Back My Life: The Nancy Ziegenmeyer Story                | Wilma                             | TV |
| 1993 | Shattered Trust: The Shari Karney Story                         | Joan Delvecchio                   | TV |
| 1993 | The Cemetery Club                                               | Esther Moskowitz                  | |
| 1994 | Trick of the Eye                                                | Frances Griffin                   | TV |
| 1994 | Getting Gotti                                                   | Jo Giaclone                       | TV |
| 1994 | Quan un home estima una dona (When a Man Loves a Woman)         | Emily                             | |
| 1994 | Getting Out                                                     | mare d'Arlie                      | TV |
| 1994 | The Color of Evening                                            | Kate O'Reilly                     | |
| 1995 | How to Make an American Quilt                                   | Hy Dodd                           | |
| 1995 | The Baby-Sitters Club                                           | Emily Haberman                    | |
| 1995 | Follow the River                                                | Gretel                            | TV |
| 1995 | My Brother's Keeper                                             | Helen                             | TV |
| 1995 | Roommates                                                       | Judith                            | |
| 1996 | Timepiece                                                       | Maud Gannon                       | TV |
| 1996 | Our Son, the Matchmaker                                         | TV                                | |
| 1996 | La història de l'spitfire (The Spitfire Grill)                  | Hannah Ferguson                   | |
| 1997 | Flash                                                           | Laura Strong                      | TV |
| 1997 | Fals testimoni (Deceiver)                                       | Mook                              | |
| 1997 | A Deadly Vision                                                 | Yvette Watson                     | TV |
| 1998 | Playing by Heart                                                | Mildred                           | |
| 1998 | The Patron Saint of Liars                                       | June Clatterbuck                  | TV |
| 1998 | You Can Thank Me Later                                          | Shirley Cooperberg                | |
| 1999 | Caminant per Egipte (Walking Across Egypt)                      | Mattie Rigsbee                    | |
| 1999 | Night Ride Home                                                 | Maggie                            | TV |
| 2000 | Mermaid                                                         | Trish Gill                        | TV |
| 2000 | Rèquiem per un somni (Requiem for a Dream)                      | Sara Goldfarb                     | Nominada − Oscar a la millor actriu Nominada − Globus d'Or a la millor actriu dramàtica                                                 |
| 2000 | L'altra cara del crim (The Yards)                               | Val Handler                       | |
| 2001 | Within These                                                    | Joan Thomas                       | TV |
| 2001 | Dodson's Journey                                                | Mare                              | |
| 2002 | El clan Ia-Ia (Divine Secrets of the Ya-Ya Sisterhood)          | Viviane Joan 'Vivi' Abbott Walker | |
| 2002 | Red Dragon                                                      | Àvia Dolarhyde                    | veu |
| 2003 | Brush with Fate                                                 | Rika                              | TV |
| 2004 | The Five People You Meet in Heaven                              | Ruby                              | TV |
| 2004 | The Madam's Family: The Truth About the Canal Street Brothel    | Tommie                            | TV |
| 2005 | Mrs. Harris                                                     | Ex-lover #3                       | Nominada − Primetime Emmy a la millor actriu en minisèrie o telefilm                                                                    |
| 2005 | Down in the Valley                                              | Ma                                | |
| 2005 | Our Fathers                                                     | Mary Ryan                         | TV |
| 2006 | The Fountain                                                    | Dr. Lilian Guzetti                | |
| 2006 | The Wicker Man                                                  | Germana Summersisle               | |
| 2006 | The Elephant King                                               | Diana Hunt                        | |
| 2006 | 30 Days                                                         | Maura                             | |
| 2007 | The Stone Angel                                                 | Hagar Shipley                     | |
| 2007 | For One More Day                                                | Pauline Benetto                   | |
| 2007 | Big Love                                                        | Nancy Davis Dutton                | Nominada − Primetime Emmy a la millor actriu convidada en sèrie dramàtica                                                               |
| 2008 | Lovely, Still                                                   | Mary                              | |
| 2008 | The Loss of a Teardrop Diamond                                  | Miss Adie                         | |
| 2008 | W.                                                              | Barbara Bush                      | |
| 2008 | Law & Order: Special Victims Unit                               | Bernie Stabler                    | Episodi "Swing" Primetime Emmy a la millor actriu convidada en sèrie dramàtica                                                          |
| 2009 | The Velveteen Rabbit                                            | Swan                              | veu |
| 2009 | Greta                                                           | Katherine                         | |
| 2009 | PoliWood                                                        | Ella mateixa                      | Documental |
| 2010 | The Mighty Macs                                                 | Mare St. John                     | |
| 2010 | Main Street                                                     | Georgiana Carr                    | |
| 2011 | Another Happy Day                                               | Doris                             | |
| 2011 | Someday This Pain Will Be Useful to You                         | Nanette                           | |
| 2012 | Political Animals                                               | Margaret Barrish                  | Primetime Emmy a la millor actriu secundària en minisèrie o telefilm                                                                    |
| 2013 | Wish You Well                                                   | Louisa Mae Cardinal               | |
| 2014 | Flowers in the Attic                                            | Olivia Foxworth                   | Nominada − Primetime Emmy a la millor actriu secundària en minisèrie o telefilm                                                         |
| 2014 | Two Men in Town                                                 | Mare de Garnett                   | |
| 2014 | Draft Day                                                       | Barb Weaver                       | |
| 2014 | The Calling                                                     | Emily Micallef                    | |
| 2014 | Interstellar                                                    | Vella Murph                       | |
| 2015 | The Age of Adaline                                              | Flemming                          | |
| 2015 | About Scout                                                     | Gram                              | |
| 2016 | Wiener-Dog                                                      | Nana                              | |
| 2016 | House of Cards                                                  | Elizabeth Hale                    | Sèrie de televisió Nominada − Primetime Emmy a la millor actriu convidada en sèrie dramàtica                                            |
| 2016 | Custody                                                         | Beatrice Fisher                   | |